# Rifugio Dodici Apostoli
Das Rifugio Dodici Apostoli, vollständiger Name Rifugio Dodici Apostoli „F.lli Garbari“, auch in der Schreibweise Rifugio XII Apostoli (deutsch Zwölf-Apostel-Hütte) ist eine Schutzhütte der Società degli Alpinisti Tridentini (SAT) in der Brenta im Trentino. Die in der Regel von Mitte Juni bis Mitte September geöffnete Hütte verfügt über 38 Schlafplätze sowie einen Winterraum mit 6 Betten.

## Lage
Die Schutzhütte liegt im südlichen Bereich Brentagruppe auf der zum Val Rendena hin gewandten Westseite. Sie wurde am äußeren Rand einer Mulde, der Conca di Pratofiorito, im Talabschluss des Val di Nardis auf einer Höhe von 2487 m s.l.m. errichtet. Benannt ist sie nach einer auffälligen kleinen Felsformation, die betenden Personen ähnelt, am gleichnamigen südlich gelegenen Passo XII Apostoli. Wenige hundert Meter vom Rifugio entfernt, befindet sich eine am nördlichen Wandfuß der Cima dei XII Apostoli in den Fels gesprengte Kapelle, die den am Berg verunglückten Personen gewidmet ist.

## Geschichte
Das Rifugio wurde 1908 nach einjähriger Bauzeit eingeweiht. Die von der SAT erbaute Hütte konnte dank der finanziellen Hilfe der beiden Brüder Carlo und Giuseppe Garbari, zweier wohlhabender Kaufleute aus Trient sowie Hobby-Alpinisten und Fotografen, errichtet werden. Mit dem Bau kam man der Sektion Berlin des DuOeAV zuvor, der nach dem Bau der Tuckettpasshütte hier den Bau einer weiteren Schutzhütte in der Brentagruppe plante. Der ursprüngliche würfelförmige Bau wurde 1956 erstmals erweitert und zwischen 1998 und 1999 komplett renoviert. 1952 entstand oberhalb der Hütte in der Nordwand der Cima dei XII Apostoli die Zwölf-Apostel-Kapelle, eine Gedenkkapelle für Bergopfer.

## Zugänge
- Vom Parkplatz Malga Movlina im Val d’Algone, 1800 m ⊙ auf Weg 354, 307 in 2 Stunden 40 Minuten
- Von Doss del Sabion (über die Seilbahn ab Pinzolo), 2100 m ⊙ auf Weg 357, 307 in 2½ Stunden
- Von Pra Rodont (Seilbahn ab Pinzolo), 1530 m ⊙ auf Weg 357B, 307 in 4 Stunden

## Nachbarhütten und Übergänge
- Zum Rifugio Pedrotti, 2491 m ⊙ auf Weg 304, in 3,5 Stunden
- Zum Rifugio Agostini, 2405 m ⊙ in 2½ Stunden
- Zum Rifugio Brentei, 2182 m ⊙ auf Weg 304 in 2½ Stunden